# 전북특별자치도농업기술원
전북특별자치도농업기술원(全北特別自治道農業技術院, Jeonbuk State Agricultural Research & Extension Services)은 전북특별자치도의 농업기술 발전과 농촌진흥을 위하여 전북특별자치도청 산하에 설치된 직속기관이다.
농업기술원장은 나급 상당의 일반직 고위공무원으로 보한다.

## 연혁
- 1904년: 대한제국 농상공부 권업모범장 전주종묘장 설치
- 1910년: 조선총독부 권업모범장 전라북도종묘장으로 변경
- 1932년: 전라북도농사시험장으로 변경
- 1949년: 전라북도농업기술원으로 변경
- 1957년: 전라북도농사원으로 변경
- 1962년: 전라북도농촌진흥원으로 변경
- 1970년: 전라북도종축장 분리
- 1982년: 전라북도농민교육원 분리
- 1983년: 전라북도농산물원종장 분리
- 1998년: 전라북도농업기술원으로 변경, 전라북도농민교육원, 전라북도농산물원종장 통합
- 2007년: 전라북도농민교육원 분리
- 2024년: 전북특별자치도농업기술원으로 변경

## 조직
원장
- 행정지원과
- 연구개발국
- 현장지원국